# Futebol Clube do Porto
El Futebol Clube do Porto és un club poliesportiu de la ciutat de Porto, a Portugal, conegut especialment pel seu equip de futbol, un dels més destacats del país. Actualment juga els seus partits com a local a l'Estádio do Dragão (2003) després de 51 anys al vell Estádio das Antas. El club té seccions destacades en basquetbol, handbol i hoquei sobre patins entre altres esports.
Fundat el 28 de setembre de 1893 per António Nicolau de Almeida, el Porto és un dels "Tres Grans" (en portuguès: Os Três Grandes) equips de Portugal – juntament amb els rivals de l'O Clássico (el Benfica de Lisboa) i l'Sporting CP, que han disputat totes les temporades de la Primeira Liga des de la seva creació el 1934. Reben el sobrenom de Dragões (Dracs), per la criatura mítica que hi ha a dalt de l'escut del club, i Azuis e brancos (blau-i-blancs), pels colors de la samarreta. Les samarretes són a ratlles amb pantalons curts blaus. Els seguidors del club s'anomenen portistas. Des del 2003, el Porto juga els seus partits a casa a l'Estádio do Dragão, que va substituir l'anterior camp de 51 anys, l'Estádio das Antas.
El Porto és el segon equip més guardonat del futbol portuguès, amb 84 trofeus importants. A nivell nacional, aquests inclouen 30 títols de la lliga portuguesa (cinc dels quals van guanyar consecutivament entre 1994–95 i 1998–99, un rècord de futbol portuguès), 19 Taça de Portugal, 4 Campeonato de Portugal, 1 Taça da Liga i un rècord de 23 títols de la Supercopa Cândido de Oliveira. El Porto és un dels dos equips que han guanyat el títol de lliga sense derrotes, a les temporades 2010–11 i 2012–13. En la primera d'elles, el Porto va aconseguir la diferència de punts més gran de la història entre el campió i el subcampió en un sistema de tres punts per victòria (21 punts), en una temporada en què van assolir quatre títols.
En competicions internacionals, el Porto és l'equip portuguès més guardonat, amb set trofeus. Van guanyar la Copa d'Europa/UEFA Champions League el 1987 i el 2004, la Copa de la UEFA/Europa League el 2003 i el 2011, la Supercopa de la UEFA el 1987 i la Copa Intercontinental el 1987 i 2004. A més, van ser subcampions a la Recopa d'Europa 1983–84, i també a les edicions de la Supercopa d'Europa de 2003, 2004 i 2011. El Porto és l'únic club portuguès que ha guanyat la Copa de la UEFA/Europa League, la Supercopa de la UEFA, la Copa Intercontinental i que ha aconseguit un triplet de lliga nacional, copa nacional i europea, en dues ocasions (2002–03 i 2010–11). El Porto té el tercer nombre d'aparicions a la fase de grups de la UEFA Champions League (23), darrere del FC Barcelona i el Reial Madrid (24). A la UEFA, Porto ocupa el 9è lloc al rànquing de millors clubs de tots els temps i també va ocupar el 20è lloc a la classificació de coeficients de clubs al final de la temporada 2022–23.

## Història
El FC Porto va ser fundat, originàriament, el 1893 per António Nicolau de Almeida però acabà desapareixent. No fou fins al 1906 que el club fou reviscolat gràcies als esforços de José Monteiro da Costa. Amb el temps el club es va convertir en un dels més importants de Portugal. Però és a partir de l'any 1982, amb l'arribada de Pinto da Costa a la presidència del club, que el FC Porto aconsegueix els seus majors èxits internacionals. Dues Copes d'Europa (1987, 2004), dues Copa de la UEFA (2003, 2011), a més d'una Supercopa i dues Intercontinentals i molts títols a nivell nacional, entre els quals destaquen les cinc lligues consecutives de l'any 1999. Entre els entrenadors més destacats del moment cal esmentar Artur Jorge i José Mourinho.

## Plantilla 2024-25
A 17 setembre 2024
| N. | Pos. | Nac. | Jugador                                |
| -- | ---- | --- | -------------------------------------- |
| 3  | DEF  | [[Fitxer:Flag of Portugal.svg\|23x15px\|border \|alt=Portugal\|link=Selecció de futbol de Portugal\|{{#if:\|]]      | Tiago Djaló (cedit per la Juventus FC) |
| 4  | DEF  | [[Fitxer:Flag of Brazil.svg\|23x15px\|border \|alt=Brasil\|link=Selecció de futbol del Brasil\|{{#if:\|]]           | Otávio                                 |
| 5  | DEF  | [[Fitxer:Flag of Spain.svg\|23x15px\|border \|alt=Espanya\|link=Selecció de futbol d'Espanya\|{{#if:\|]]            | Iván Marcano                           |
| 6  | MIG  | [[Fitxer:Flag of Canada (Pantone).svg\|23x15px\|border \|alt=Canadà\|link=Selecció de futbol del Canadà\|{{#if:\|]] | Stephen Eustáquio                      |
| 8  | MIG  | [[Fitxer:Flag of Serbia.svg\|23x15px\|border \|alt=Sèrbia\|link=Selecció de futbol de Sèrbia\|{{#if:\|]]            | Marko Grujić                           |
| 9  | DAV  | [[Fitxer:Flag of Spain.svg\|23x15px\|border \|alt=Espanya\|link=Selecció de futbol d'Espanya\|{{#if:\|]]            | Samu Omorodion                         |
| 10 | MIG  | [[Fitxer:Flag of Portugal.svg\|23x15px\|border \|alt=Portugal\|link=Selecció de futbol de Portugal\|{{#if:\|]]      | Fábio Vieira (cedit per l'Arsenal FC)  |
| 11 | DAV  | [[Fitxer:Flag of Brazil.svg\|23x15px\|border \|alt=Brasil\|link=Selecció de futbol del Brasil\|{{#if:\|]]           | Pepê                                   |
| 12 | DEF  | [[Fitxer:Flag of Nigeria.svg\|23x15px\|border \|alt=Nigèria\|link=Selecció de futbol de Nigèria\|{{#if:\|]]         | Zaidu Sanusi                           |
| 13 | DAV  | [[Fitxer:Flag of Brazil.svg\|23x15px\|border \|alt=Brasil\|link=Selecció de futbol del Brasil\|{{#if:\|]]           | Galeno                                 |
| 14 | POR  | [[Fitxer:Flag of Portugal.svg\|23x15px\|border \|alt=Portugal\|link=Selecció de futbol de Portugal\|{{#if:\|]]      | Cláudio Ramos                          |
| 15 | MIG  | [[Fitxer:Flag of Portugal.svg\|23x15px\|border \|alt=Portugal\|link=Selecció de futbol de Portugal\|{{#if:\|]]      | Vasco Sousa                            |
| 16 | MIG  | [[Fitxer:Flag of Spain.svg\|23x15px\|border \|alt=Espanya\|link=Selecció de futbol d'Espanya\|{{#if:\|]]            | Nico González                          |
| 17 | DAV  | [[Fitxer:Flag of Spain.svg\|23x15px\|border \|alt=Espanya\|link=Selecció de futbol d'Espanya\|{{#if:\|]]            | Iván Jaime                             |
| 18 | DEF  | [[Fitxer:Flag of Brazil.svg\|23x15px\|border \|alt=Brasil\|link=Selecció de futbol del Brasil\|{{#if:\|]]           | Wendell                                |
| 19 | DAV  | [[Fitxer:Flag of England.svg\|23x15px\|border \|alt=Anglaterra\|link=Selecció de futbol d'Anglaterra\|{{#if:\|]]    | Danny Namaso                           |
| 20 | MIG  | [[Fitxer:Flag of Portugal.svg\|23x15px\|border \|alt=Portugal\|link=Selecció de futbol de Portugal\|{{#if:\|]]      | André Franco                           |

| N. | Pos. | Nac. | Jugador                                 |
| -- | ---- | --- | --------------------------------------- |
| 21 | DAV  | [[Fitxer:Flag of the Valencian Community (2x3).svg\|23x15px\|border \|alt=País Valencià\|link=Selecció de futbol del País Valencià\|{{#if:\|]] | Fran Navarro                            |
| 22 | MIG  | [[Fitxer:Flag of Argentina.svg\|23x15px\|border \|alt=Argentina\|link=Selecció de futbol de l'Argentina\|{{#if:\|]]                            | Alan Varela (2n capità)                 |
| 23 | DEF  | [[Fitxer:Flag of Portugal.svg\|23x15px\|border \|alt=Portugal\|link=Selecció de futbol de Portugal\|{{#if:\|]]                                 | João Mário                              |
| 24 | DEF  | [[Fitxer:Flag of Argentina.svg\|23x15px\|border \|alt=Argentina\|link=Selecció de futbol de l'Argentina\|{{#if:\|]]                            | Nehuén Pérez (cedit pel Udinese Calcio) |
| 27 | DAV  | [[Fitxer:Flag of Sweden.svg\|23x15px\|border \|alt=Suècia\|link=Selecció de futbol de Suècia\|{{#if:\|]]                                       | Deniz Gül                               |
| 49 | DAV  | [[Fitxer:Flag of Portugal.svg\|23x15px\|border \|alt=Portugal\|link=Selecció de futbol de Portugal\|{{#if:\|]]                                 | Gonçalo Sousa                           |
| 51 | POR  | [[Fitxer:Flag of Portugal.svg\|23x15px\|border \|alt=Portugal\|link=Selecció de futbol de Portugal\|{{#if:\|]]                                 | Diogo Fernandes                         |
| 52 | DEF  | [[Fitxer:Flag of Portugal.svg\|23x15px\|border \|alt=Portugal\|link=Selecció de futbol de Portugal\|{{#if:\|]]                                 | Martim Fernandes                        |
| 70 | DAV  | [[Fitxer:Flag of Portugal.svg\|23x15px\|border \|alt=Portugal\|link=Selecció de futbol de Portugal\|{{#if:\|]]                                 | Gonçalo Borges                          |
| 73 | DEF  | [[Fitxer:Flag of Portugal.svg\|23x15px\|border \|alt=Portugal\|link=Selecció de futbol de Portugal\|{{#if:\|]]                                 | Gabriel Brás                            |
| 74 | DEF  | [[Fitxer:Flag of Portugal.svg\|23x15px\|border \|alt=Portugal\|link=Selecció de futbol de Portugal\|{{#if:\|]]                                 | Francisco Moura                         |
| 84 | DEF  | [[Fitxer:Flag of Portugal.svg\|23x15px\|border \|alt=Portugal\|link=Selecció de futbol de Portugal\|{{#if:\|]]                                 | Martim Cunha                            |
| 86 | MIG  | [[Fitxer:Flag of Portugal.svg\|23x15px\|border \|alt=Portugal\|link=Selecció de futbol de Portugal\|{{#if:\|]]                                 | Rodrigo Mora                            |
| 91 | POR  | [[Fitxer:Flag of Portugal.svg\|23x15px\|border \|alt=Portugal\|link=Selecció de futbol de Portugal\|{{#if:\|]]                                 | Gonçalo Ribeiro                         |
| 94 | POR  | [[Fitxer:Flag of Brazil.svg\|23x15px\|border \|alt=Brasil\|link=Selecció de futbol del Brasil\|{{#if:\|]]                                      | Samuel Portugal                         |
| 97 | DEF  | [[Fitxer:Flag of Portugal.svg\|23x15px\|border \|alt=Portugal\|link=Selecció de futbol de Portugal\|{{#if:\|]]                                 | Zé Pedro                                |
| 99 | POR  | [[Fitxer:Flag of Portugal.svg\|23x15px\|border \|alt=Portugal\|link=Selecció de futbol de Portugal\|{{#if:\|]]                                 | Diogo Costa (capità)                    |

## Palmarès
- Copa Intercontinental (2): 1987, 2004
- Copa d'Europa (2): 1986/87, 2003/04
- Copa de la UEFA (2): 2002/03, 2010/11
- Supercopa d'Europa (1): 1987
- Copa Ibérica (1): 1935
- Lliga de Portugal (30): 1934/35, 1938/39, 1939/40, 1955/56, 1958/59, 1977/78, 1978/79, 1984/85, 1985/86, 1987/88, 1989/90, 1991/92, 1992/93, 1994/95, 1995/96, 1996/97, 1997/98, 1998/99, 2002/03, 2003/04, 2005/06, 2006/07, 2007/08, 2008/09, 2010/11, 2011/12, 2012/13, 2017/18, 2019/20, 2021/22
- Campionat de Portugal (4): 1921/22, 1924/25, 1931/32, 1936/37
- Copa de Portugal (20): 1955/56, 1957/58, 1967/68, 1976/77, 1983/84, 1987/88, 1990/91, 1993/94, 1997/98, 1999/00, 2000/01, 2002/03, 2005/06, 2008/09, 2009/10, 2010/11, 2019/20, 2021/22, 2022/23, 2023/24
- Copa de la Lliga portuguesa (1): 2022/23
- Supercopa de Portugal (24): 1980/81, 1982/83, 1983/84, 1985/86, 1989/90, 1990/91, 1992/93, 1993/94, 1995/96, 1997/98, 1998/99, 2000/01, 2002/03, 2003/04, 2005/06, 2008/09, 2009/10, 2010/11, 2011/12, 2012/13, 2017/18, 2019/20, 2021/22, 2023/24
- Taça José Monteiro da Costa (campionat del nord de Portugal) (5): 1911, 1912, 1914, 1915, 1916
- Copa Jose Maria Pedroto (2): 1989/1990, 1990/1991
- Copa Norte de Porto (3): 1967/68, 1970/71, 1971/72
- Copa Bronze Associação (2): 1921/22, 1922/23
- Torneig Inicio (8): 1960/61, 1965/66, 1966/67, 1968/69, 1973/74, 1974/75
- Campionat de Porto de futbol (30): 1915, 1916, 1917, 1919, 1920, 1921, 1922, 1923, 1924, 1925, 1926, 1927, 1928, 1929, 1930, 1931, 1932, 1933, 1934, 1935, 1936, 1937, 1938, 1939, 1941, 1943, 1944, 1945, 1946, 1947
- Campionat de Porto de Reservas (32): 1932/33, 1933/34, 1934/35, 1935/36, 1936/37, 1937/39, 1939/40, 1942/43, 1945/46, 1946/47, 1953/54, 1956/57, 1959/60, 1960/61, 1961/62, 1963/64, 1964/65, 1965/66, 1968/69, 1969/70, 1970/71, 1971/72, 1972/73, 1973/74, 1974/75, 1989/90, 1990/91, 1991/92, 1992/93, 1993/94
- Copa de Honra de Porto (14): 1915/16, 1916/17, 1947/48, 1956/57, 1959/60, 1960/61, 1961/62, 1962/63, 1963/64, 1965/66, 1980/81, 1983/84
- Liga Intercalar (1): 2009
- Copa Teresa Herrera (1)
- Copa BES (5)
- Copa Acunã (2)
- Copa Soares Dias (1)
- Copa Vitória (1)
- Copa Aresnal (1)
- Copa Stadio Benfica (1): 1954
- Copa Stadio Sporting Braga (1)
- Copa Arsenal (1)
- Copa Thomas Cook (1)
- Copa Vitoria (1)
- Copa Daihatsu (1)
- Copa Luis Otero (Pontevedra) (2)
- Copa Stadio Benfica (1): 1986
- Copa Ciudad de Santo Tirso (1): 1986
- Copa Homenage a Paulo Futre (1) : 1986
- Copa Ayuntamento de Lisboa (1): 1991
- Trofeu Joan Gamper (1): 1987
- Torneig International Toronto (1): 1985
- Torneig International Luanda (1): 1969
- Torneig International Viareggio (1): 1989
- Torneig International Rotterdam (1): 2007
- Torneig International Braga (1): 2008
- Torneig International Porto (1): 2001
- Torneig Centenario (1): 1993
- Torneig Bergamo (1): 2007
- Torneig Peru (1): 1975
- Torneig 3 Ciudad/Vigo (1): 1913
- Trofeo Concepción Arenal (Ferrol): 1997
- Torneig Martines Breaugoises (1): 2005

## Jugadors destacats
- Valdemar Mota
- Acácio Mesquita
- Mihály Siska
- António Araújo
- Custódio Pinto
- Duda
- Artur de Sousa Pinga
- Virgílio Marques
- José Maria Pedroto
- Frederico Barrigana
- Hernâni
- Teófilo Cubillas
- Seninho
- Pavão
- António Oliveira
- António Frasco
- Fernando Gomes
- João Domingos Pinto
- Józef Młynarczyk
- Augusto Inácio
- Celso Dias dos Santos
- António André
- Jaime Pacheco
- Jaime Magalhães
- Rabah Madjer
- Paulo Futre
- Juary
- Branco
- António Sousa
- Geraldão
- Rui Barros
- Paulinho Santos
- Rui Filipe
- Emerson Moisés Costa
- Ion Timofte
- Domingos Paciència
- Emil Kostadinov
- Ljubinko Drulović
- Aloísio Pires
- Fernando Couto
- Jorge Costa
- Sérgio Conceição
- Capucho
- Zlatko Zahovic
- Vítor Baía
- Mário Jardel
- Carlos Humberto Paredes
- Deco
- Dmitri Alenichev
- Derlei
- Ricardo Carvalho
- Paulo Ferreira
- Costinha
- Maniche
- Pedro Mendes
- Pedro Emanuel
- Diego Ribas da Cunha
- Giurkas Sitaridis
- Luís Fabiano
- Benni McCarthy
- Carlos Alberto Gomes
- Lucho González
- Ricardo Quaresma
- Pepe
- Lisandro López
- Hulk
- Radamel Falcao
- James Rodríguez
- João Moutinho

## Entrenadors destacats
- Dorival Yustrich
- Pedroto
- Artur Jorge
- Tomislav Ivić
- Bobby Robson
- António Oliveira
- Fernando Santos
- José Mourinho
- André Villas-Boas

## Altres seccions
- Secció d'hoquei patins del Futebol Clube do Porto
- Secció de bàsquet del Futebol Clube do Porto